# Dave Hilton, Sr.
Pour les articles homonymes, voir Hilton.
Dave Hilton, Sr. est un boxeur canadien d'origine écossaise né le 29 août 1940 à Edmundston, au Nouveau-Brunswick et mort en juillet 2023. Il a 5 fils qui ont également été boxeurs.

## Carrière
Reconnu comme un homme violent, il est le père de la famille Hilton, bien connue au Canada dans le monde de la boxe.
C'est à partir des années 1950 qu'il se fait connaitre. Entre 1958 et 1976, il remporte 67 victoires en 83 combats. Au début de sa carrière, il combat en poids plumes, obtenant le titre canadien en 1959 et en 1962. En prenant de l'âge, il monte de catégorie et s'empare en 1971 du titre national des super-welters avant de s'incliner la même année contre le champion du Canada poids moyens.
Durant sa carrière, il a comme gérant le célèbre avocat criminaliste Frank Shoofey qui sera assassiné en 1985. C'est en tant que gérant et entraîneur de ses trois fils qu'il devient célèbre, chacun gagnant un championnat canadien, et deux le championnat du monde.
Dave Hilton père s'est éteint en juillet 2023 à l'âge de 82 ans.

## Référence
1. ↑  « Dave Hilton père est décédé », sur TVA Sports, 28 juillet 2023 (consulté le 1er août 2025)
2. ↑  (en) Dave Hilton Sr. vs. Luigi Aprile (boxrec.com)